# LIVE BIRDMAN
『LIVE BIRDMAN』（ライブ バードマン）は、SMAPのツアーVHS,LD・DVDである。1999年12月22日にVHS,LDが、2000年1月1日にDVDが発売された。

## 概要
1999年7月24日から9月26日に行われたツアー「SMAP 1999 TOUR "BIRDMAN"」の横浜公演の模様が収められている。このコンサートから「Pop Up! SMAP LIVE! 思ったより飛んじゃいました! ツアー」まで中居正広が構成を担当。
VHSの初回限定盤のみ、30thシングル「Fly」PV完全版を収録（『Clip! Smap!』に収録されているバージョンとは異なりPV終了後、前半にSMAP以外のキャスト、後半にSMAPが映るエンドロールが続く）。
＊LIVE VIDEO 1992.1 SMAP 1st LIVE「やってきましたお正月!!」コンサートから続いて来たLD(レーザーディスク)との同時発売が本作をもって終了した。

## 収録

### 本編映像
1. OPENING
2. Fly
3. idea
4. たいせつ
5. KANSHAして
6. 朝日を見に行こうよ[注 1]
7. Stayin' Alive[注 2]
8. ポケットに青春のFUN FUN FUN
9. Shake It
10. 涙のかけら - 稲垣吾郎・草彅剛
11. ジンギスカン
12. SHAKE
13. MC
14. NATSU 〜夏〜 - 木村拓哉
15. セロリ
16. 逢いたくなって - 中居正広・稲垣吾郎
17. 青いイナズマ[注 3]
18. living large
19. Subway Kids
20. Slicker's Blues
21. まったくもう
22. Harlem River Drive
23. 失くしたり見つけたりのEvery Day
24. Theme of 013[注 4]
25. "BLUES MASTER" Kill - 木村拓哉・草彅剛・香取慎吾
26. 言えばよかった
27. ダイナマイト[注 5]
28. はだかの王様 〜シブトクつよく〜
29. Five True Love
30. 俺たちに明日はある
31. 真夜中のMERRY-GO-ROUND
32. 夜空ノムコウ
33. しようよ
34. オリジナル スマイル
35. MC
36. 君と僕の6ヶ月

### 特典映像
※VHS（初回限定版）のみ
1. BIRDMAN in Fly

## コンサートツアー
- コンサートツアー『SMAP CONCERT '99 "BIRDMAN"』について記述。

|        | 開催日時 | 開演時間 | 会場                     |
| 1999年 | 1999年   | 1999年   | 1999年                   |
| ------ | -------- | -------- | ------------------------ |
| 1      | 7月24日  | 18:00    | 秋田大館樹海ドーム       |
| 1      | 7月25日  | 16:00    | 秋田大館樹海ドーム       |
| 2      | 7月30日  | 18:00    | 真駒内オープンスタジアム |
| 2      | 7月31日  | 18:00    | 真駒内オープンスタジアム |
| 3      | 8月7日   | 18:00    | 大阪ドーム               |
| 3      | 8月8日   | 13:00    | 大阪ドーム               |
| 4      | 8月14日  | 18:00    | ナゴヤドーム             |
| 4      | 8月15日  | 17:00    | ナゴヤドーム             |
| 5      | 8月20日  | 18:00    | 宮城名取スポーツパーク   |
| 5      | 8月21日  | 18:00    | 宮城名取スポーツパーク   |
| 6      | 8月28日  | 18:00    | 福岡ドーム               |
| 6      | 8月29日  | 17:00    | 福岡ドーム               |
| 7      | 9月23日  | 17:30    | 横浜スタジアム           |
| 7      | 9月24日  | 18:00    | 横浜スタジアム           |
| 7      | 9月25日  | 18:00    | 横浜スタジアム           |
| 7      | 9月26日  | 17:30    | 横浜スタジアム           |